# غوردون ايغسوند
غوردون ايغسوند (بالإنجليزية: Gordon Igesund)‏ (26 يوليو 1956 بديربان في جنوب أفريقيا - ) هو مدرب كرة قدم ولاعب كرة قدم جنوب أفريقي في مركز الهجوم. لعب مع أدميرا فاكر مودلينغ ونادي مبومالانجا بلاك أسأت وهايلاندز بارك ‏ ونادي أمازولو ونادي ديربن سيتي ونادي ديربن يونايتد ‏ وغراتزر أي كاي.

## روابط خارجية
- غوردون ايغسوند على موقع قاعدة بيانات كرة القدم.إي يو (الإنجليزية)
- غوردون ايغسوند على موقع عالم كرة القدم.نت (الإنجليزية)